# Front National de Liberation de Guyane

El Front National de Liberation de Guyane (FNLG) (en español: Frente Nacional de Liberación de Guayana) fue un grupo independentista de la Guayana Francesa, fundado en 1973 por R. Charlotte, y que organizó las primeras manifestaciones independentistas formales, que fueron seriamente reprimidas por las autoridades en 1975.

Bandera de los independentistas de Guayana.

En 1980 se transformó en el Fo Nou Liberé laGiyàn, y se alió con la Alliance Revolutionaire Caraïbe (ARC), grupo terrorista con base en Martinica; efectuaron algunos atentados contra objetivos coloniales. Además, en las elecciones de 1983, propuso la abstención, que alcanzó el 48%.
En 1985 se unió a dirigentes sindicalistas de la UTG, dirigidos por Claude Robo, y fundaron el Parti National Populaire Guyanais (PNPG), de carácter independentista, pero que participó en las elecciones y en las instituciones coloniales. En las elecciones locales de 1987 solo obtuvo el 1,41 % de los votos, que aumentaron hasta el 3,2 % en las de 1992.
Posteriormente se ha visto eclipsado por otros movimientos moderados. Ha apoyado tanto al partido de carácter ecologista Walwari de Christiane Taubira-Delanon y al Komité pou Nou Démané laGwyan, fundado en 1997.
- Datos: Q8962883